# Zimmern-Grünsfeld (Adelsgeschlecht)
Die Herren von Zimmern, nicht zu verwechseln mit den Herren von Zimmern im heutigen Landkreis Rottweil, waren ein schwäbisch / fränkisches Adelsgeschlecht, welches sich ab der ersten Hälfte des 12. Jahrhunderts nach dem Ort Zimmern bei Grünsfeld im heutigen Main-Tauber-Kreis benannte und zum schwäbisch / fränkischen Uradel gezählt werden darf.

## Geschichte
Ein Geschlecht, welches sich erstmals nach Burg Zimmern bei Grünsfeld benannte, ist durch eine Urkunde Barbarossas vom 29. Oktober 1155 belegt. Unter den damals bedeutsamen Zeugen wie dem Grafen Gerhard von Bergtheim, Graf Boppo von Henneberg und der aufstrebenden Familie der Herren von Grumbach wird als letzter in der Zeugenreihe ein „Sigebodo de Zimbre“ genannt. Als Ahnherr der Herren Zimmern bei Grünsfeld wird daher jener Sigeboto angenommen, der laut Fuldaer Schenkungsbuch – dem Codex Eberhardi, all sein Eigentum in Tubergowe in Villa Grunefelden dem Reichskloster Fulda vermachte. Die Herren von Zimmern waren vermutlich eine Nebenlinie der gleichnamigen Herren von Zimmern bei Seckach, die urkundlich bei einer Schenkung des Ritters Diemar von Röttingen vom 18. Januar 1103, worin dieser all sein Eigentum dem Kloster Hirsau überließ, mit „Eberwin de Zimbren“ als Zeugen belegt sind. Diese Schenkung bedurfte unter anderem der Genehmigung des Mainzer Burggrafen Gerhard, des Grafen Heinrich von Rothenburg (Comburg) und des Grafen Bruno von Wertheim, die allesamt zu den mächtigen Dynasten den Reginbodonen gezählt werden. Graf Gerhard von Bergtheim, der bei der Erstnennung der Herren von Zimmern-Grünsfeld genannt wird, war durch seine Ehe mit Beatrix, der Tochter des Mainzer Burggrafen Gerhard († um 1106 – ein Großteil seines Erbes ging an die Grafen von Loon – später Rieneck genannt), ebenfalls mit den Reginbodonen verwandt. Sigbot von Zimmern soll wiederum mit Adele, einer Tochter des Grafen Diether von Wertheim, verheiratet gewesen sein. Damit waren die Herren von Zimmern ebenso mit den Reginbodonen verwandt. Aus der Ehe zwischen Siboto von Zimmern und der Adele von Wertheim ging ihr gemeinsamer Sohn Heinrich hervor, den Bauer als den Erbauer der Dieburg vermutet. Demnach hatte er auch eine Schwester namens Jutta.
Sigbot und sein Bruder Tragbot von Zimmern gehörten 1157 nebst Billung von Lindenfels und Erlebold von Krensheim zu den Mitbegründern des Klosters Bronnbach. Letzterer hatte seinen Sitz auf der benachbarten Burg Krense im heutigen Krensheim und war wohl eng verwandt mit den Herren von Zimmern. Bauer vermutet, dass Siboto von Zimmern mit Siboto von Lauda gleichgesetzt werden kann.
Durch Heirat wurde wahrscheinlich am Ende des 12. Jahrhunderts die Herrschaft Zimmern mit der von Luden (Lauda) vereinigt, woraufhin die Herren von Zimmern in die repräsentativere Burg Oberlauda umzogen. Darüber hinaus werden verwandtschaftliche Verhältnisse zu den Herren von Gamburg, und den Herren von Ingelstadt vermutet.
1213 ging die vereinte Herrschaft Zimmern-Lauda, die sich über einen großen Teil des Amtes Tauberbischofsheim erstreckte, durch Heirat an Graf Gerhard von Rieneck. Ihre ehemalige Stammburg Grünsfeldzimmern wurde dann vermutlich in der Rienecker Fehde 1236 zerstört, obgleich sich 1243 noch ein Ministerial nach Burg Zimmern (Syfridus de Cimbrin) benannte. Nach dieser Zeit sind keine weiteren Urkunden der Herren von Zimmern beziehungsweise Lauda mehr bekannt. 1352 war nachweislich auch der Deutschorden in Zimmern begütert. Durch die Heirat zwischen Dorothea von Rieneck und dem Landgrafen Friedrich von Leuchtenberg wurde 1454 die Herrschaft Würzburgisches Lehen und ging 1646 an Würzburg über. Danach verblieb die Landeshoheit bis 1803 bei Würzburg, bevor sie 1806 zu Salm-Krautheim kam.

## Wappen
Das Wappen der Herren von Zimmern (Lauda) ist laut einem Siegelabdruck aus dem Jahr 1209 erhalten und wird wie folgt beschrieben: „parabolisch, der innere Raum ist mit einem mandelförmigen Schild ausgefüllt, worüber ein horizontales Band geht. Von der Umschrift ist noch erhalten: ... IBODONIS ...“ – also einem horizontalen Balken. Letzteres findet auch Bestätigung im ältesten noch erhaltenen Siegel der Stadt Lauda aus der Zeit zwischen 1395 und 1486, welches ein gespaltenes Schild dessen linke Hälfte jenes der Herren von Rieneck und die rechte Hälfte jene von Lauda zeigt.